# 구문 오류

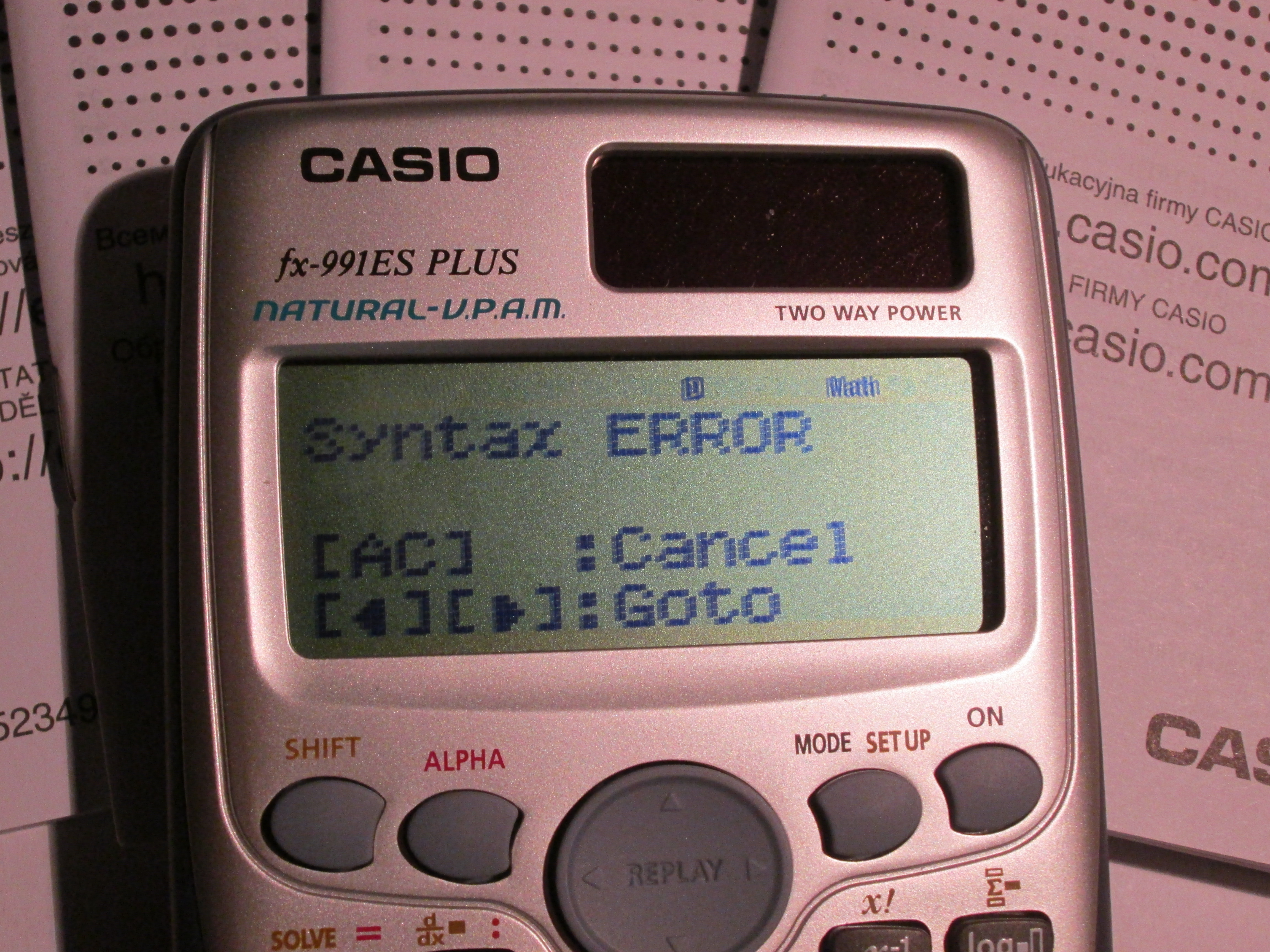
계산기에서의 구문 오류.

구문 오류(構文誤謬, 영어: syntax error)는 컴퓨터 과학 분야에서 특정한 프로그래밍 언어에서 쓰이도록 고안된 일련의 문자열이나 문자 블록의 구문 속의 오류를 가리킨다.
컴파일하는 동안 구문 오류가 일어나면 소스 코드가 성공적으로 컴파일할 수 있게 코드를 고쳐야 한다.
구문 오류는 잘못된 등식을 계산기에 입력할 때 일어날 수도 있다. 이를테면 괄호를 열었으나 닫지 않았을 때라든지 숫자 하나에 여러 개의 소수점을 사용할 때를 들 수 있다.
자바에서는 다음이 구문적으로 올바른 문이다:
System.out.println("Hello World");

반면에 그렇지 않은 문은 다음과 같다:
System.out.println(Hello World);

## 같이 보기
- 명령 또는 파일 이름이 틀립니다.
- 구문 분석